# وزارة التربية والتعليم (كوريا الجنوبية)
وزارة التربية والتعليم هي قسم على مستوى مجلس الوزراء في حكومة كوريا الجنوبية. تأسست الوزارة في 23 مارس 2013. لا ينبغي الخلط بينه وبين سبعة عشر مكتبًا إقليميًا للتعليم يتم انتخاب رؤساء ومدراء المكاتب بشكل مباشر في الانتخابات المحلية.
يقع مقرها الرئيسي في مجمع حكومة سيجونغ سيتي. كان يقع المقر سابقا في مجمع الحكومة المركزية في منطقة جونغنو سيول.

## وصلات خارجية
- زارة التربية والتعليم باللغة الإنجليزية
- وزارة التربية والتعليم باللغة الكورية